# Сент-Эндрю (Доминика)
Сент-Эндрю (англ. Saint Andrew) — один из 10 приходов Доминики. Граничит с приходами Сент-Джон и Сент-Питер (на западе), Сент-Джозеф (на юго-западе) и Сент-Дэвид (на юго-востоке).
Площадь прихода 178,27 км², что делает его самым большим по площади приходом на острове. Население составляет 10 461 человек, что является вторым по численности после прихода Сент-Джордж.

## Поселения
Мариго — самая большая деревня, в которой проживает 2676 человек.
Другие поселения:
- Уэсли
- Вудфорд Хилл
- Калибиши
- Хампстед
- Бенсе
- Дос Д’Ане
- Анс-дю-Ме
- Пэ Буш
- Тибо
- Вьей-Кас (также Итасси)
- Пенвилл

## Известные уроженцы
Среди известных людей, родившихся в этом приходе, — знаменитый школьный учитель Уиллс Стратмор Стивенс (в честь которого названа школа в Мариго) и премьер-министр Доминики Рузвельт Скеррит (уроженец Вьей-Кас).

## Транспорт
Некоторые из самых красивых трасс Доминики большей частью проходят через Сент-Эндрю.
В приходе расположен главный аэропорт Доминики Дуглас–Чарльз (ранее известный как аэропорт Мелвилл-Холл), который открылся в 1961 году. Аэропорт приспособлен в том числе и для ночных посадок самолётов.
В 1982 году в Анс-дю-Ме был построен порт, плавающий причал для которого предоставило правительство Канады.

## Промышленность
С середины 2004 года в заливе Мариго функционирует рыбохозяйственный комплекс.